# Nilaus afer
El brubrú (Nilaus afer) es una especie de ave paseriforme de la familia Malaconotidae ampliamente distribuida por el África subsahariana. Es el único representante del género Nilaus.

## Descripción
El brubrú es un ave paseriforme de la familia Malaconotidae, que mide entre 12 y 15 cm de longitud. 
El macho tiene la cabeza negra con una ceja y una frente blancas, y una franja ocular negra. El dorso es negro con una franja rojiza, la rabadilla es negra moteada, y la cola es negra con puntas y bordes blancos en las plumas exteriores. Las alas son negras con una franja amarillenta en el hombro. El pecho y el vientre son blancos con los flancos rojizos. 
La hembra es más apagada y parda, con algunas estrías en el pecho y el vientre y menos rojo en los flancos. El juvenil es pardo, amarillento y blanco por encima, con bordes amarillentos en las plumas de las alas y la cola. El pecho y el vientre son blanquecinos con barras pardas

## Comportamiento
El brubrú suele ser solitario o se encuentra en parejas; es una especie inquieta pero discreta que caza insectos en el dosel arbóreo. Su necesidad de árboles grandes en los que alimentarse hace que tenga un territorio inusualmente grande para un ave de su tamaño, normalmente 35 hectáreas. 
Si hay abundancia de insectos, se une a bandadas mixtas de alimentación. Su canto es un dúo. El macho emite un suave "prrrrruuu", al que a menudo responde la hembra con un "eeeu". El nido es una copa endeble construida con ramitas, hierba y telarañas en una horquilla de un árbol, y decorada con líquenes. Está muy bien camuflado.
La hembra suele poner dos huevos, que son de color blanco, verdoso o grisáceo con manchas grises o pardas. Ambos sexos incuban durante unos 19 días hasta la eclosión.

## Hábitat y distribución
Su hábitat es el bosque seco abierto, pero varía geográficamente. Las seis subespecies del norte y la subespecie N. a. Brubru del sur de África se encuentran en bosques de acacias y de hoja ancha, mientras que las tres subespecies de una franja desde el noreste de Angola y el norte de Namibia hasta Tanzania y el norte de Mozambique habitan en bosques de Brachystegia miombo. 
Se distribuye por la mayor parte del África subsahariana, desde Senegal y Gambia hasta Etiopía y Somalia, y desde Angola y Namibia hasta Sudáfrica.